# Niedereimer
Niedereimer is een plaats in de Duitse gemeente Arnsberg, deelstaat Noordrijn-Westfalen, en telt 2055 inwoners (2006).